# Арвен
А́рвен (sindarin складається з: ar, що в перекладі королівський, благородний та wen — діва) — напівельфка, принцеса ельдарів, дочка Ельронда та Келебріан, дружина Араґорна II, королева Об'єднаного Королівства Арнору та Ґондору.

## Вигляд
Арвен вважалася надзвичайно красивою, через що її стали називати Андоміель (sin. Вечірня Зоря). Вона мала довге темне волосся, світлу шкіру та сірі очі. Її порівнювали з Лутієн.

## Біографія
Арвен народилася у 241 році Третьої Ери. У неї було двоє старших братів — Елладан і Ельрохір. Їхній батько Елронд походив і від ельфів, і від людей, йому був даний вибір між безсмертям одного народу і смертністю іншого. Арвен та її брати зустрілися з тим же вибором.
У 2509 матір Арвен Келебріан була схоплена орками на Перевалі Багрового Рогу. Її катували і поранили отруєним кинджалом. І хоча сини врятували її, а чоловік зцілив тіло, жахливі спогади продовжували мучити її, і на наступний рік вона покинула Середзем'я.
У 2951 Т. е. Арвен, повернувшись в Рівенділ з Лоріена, де гостювала довгий час у Ґаладріель і Келеборн, вперше зустрілася з Араґорном.
Араґорн покинув Рівенділ і наступного разу вони з Арвен зустрілися через майже тридцять років, у 2980 році, коли Арвен знову гостювала в Лоріені. І ввечері дня літнього сонцестояння, піднявшись на пагорб Карас Ґаладон, вони присягнулися один одному у вірності. Після того, як Араґорн коронувався в Ґондорі (у травні 3019) і прийняв ім'я Елессар, туди прибула Арвен і в день літнього сонцестояння вони відсвяткували весілля.
Коли Фродо зібрався додому, Арвен подарувала йому білий дорогоцінний камінь на срібному ланцюжку, який носила на шиї, сказавши, що вона не піде разом з Ельрондом за море, тому що обрала ту ж долю, що й Лутієн, але Фродо може піти на Захід замість неї.
Арвен, королева Ґондора і Арнора, щасливо прожила з Елессара сто двадцять років. У них був син Елдаріон і дочки — нащадків цього шлюбу називали «дітьми Лутієн». Однією з її фрейлін була Еланор, дочка Сема. Після смерті Елессара Арвен попрощалася з сином і дочками, усіма, кого любила, покинула Мінас Анор і вирушила в Лоріен. До того часу він спорожнів, і там вона жила на самоті, поки не прийшла зима. Коли ж облетіло листя з маллорнів, а зима ще не прийшла, Арвен упокоїлася на пагорбі Керін Амрот.

## Важливі дати

##### Третя Ера
- 241 — народження Арвен.
- 2509 — орки захопили в полон і катували матір Арвен Келебріан.
- 2510 — Келебріан вирішила покинути Середзем'я і попливла в Безсмертні Землі.
- 2951 — Арвен повернулася з Лотлоріен в Рівенділ і зустріла Араґорна.
- 2980 — Арвен і Араґорн зустрілися в Лотлоріен і в День Середини Літа побралися.
- 3009 — Арвен повернулася в Рівенділ на прохання батька.
- 3018

20 жовтня — Араґорн приводить в Рівенділ Фродо Торбина.
24 жовтня — Арвен присутній на бенкеті на честь Фродо.
25 грудня — Араґорн покидає Рівенділ з Братством.
- 3019

16 лютого — Братство покидає Лотлоріен; Араґорн отримує Елессар, залишений для нього Арвен.
6 березня — Араґорн отримує прапор, зроблений Арвен.
15 березня — Араґорн розгорнув прапор Арвен в Битві на Пеленнорських Полях.
25 березня — Перстень знищено, королівство Саурона зруйноване.
1 травня — коронація Араґорна; Арвен і Ельронд покидають Рівенділ.
20 травня — Арвен і Ельронд прибувають в Лотлоріен.
27 травня — Арвен і Ельронд покидають Лотлоріен.
14 червня — Арвен зустрічає своїх братів, Елладана і Ельрохіра, і вони їдуть в Едорас.
16 червня — Арвен переїжджає в Ґондор.
1 липня — Арвен прибуває в Мінас Тіріт. День Середини Року — весілля Араґорна та Арвен.
15 липня — Арвен каже Фродо, що він може поплисти на Захід замість неї.
22 липня — Арвен їде з Мінас Тіріта і є присутня на похоронній процесії Короля Теодена.
10 серпня — Арвен присутня на похоронах Короля Теодена.
14 серпня — Арвен і Ельронд прощаються і розлучаються назавжди.
- 3021

29 вересня — Ельронд відпливає в Безсмертні Землі.

##### Четверта Ера
- 15 — Араґорн і Арвен відправляються в Північне Королівство.
- 120, 1 березня — смерть Араґорна.
- 121, зима — смерть Арвен.

## Цікаве
Арвен народилась у 241 році Третьої Ери, тобто вона старша свого чоловіка, Араґорна на 2690 років.

## У фільмі
Роль Арвен в трилогії «Володар Перснів» за режисерства Петера Джексона втілила Лів Тайлер. Її образ був суттєво доповнений відносно книжкового. Вона замінила постать Ґлорфіндела, який у творі Толкіна перевозив Фродо Торбина до броду на ріці, допомагаючи йому втекти від назґулів.